# Coffea montekupensis
Coffea montekupensis är en måreväxtart som beskrevs av Piet Stoffelen. Coffea montekupensis ingår i släktet Coffea och familjen måreväxter. Inga underarter finns listade i Catalogue of Life.